# Portugiesisch-Hanseatische Gesellschaft

Wappen des Vereins

Die Portugiesisch-Hanseatische Gesellschaft (PHG) wurde 1996 als gemeinnütziger Verein in Hamburg gegründet und hat heute ca. 300 Mitglieder. Gründungsmitglieder waren u. a. die Literaturübersetzerin Maralde Meyer-Minnemann und der Autor Peter Koj. Die Gesellschaft möchte durch ihren Namen an die seit Jahrhunderten bestehenden Beziehungen zwischen der Hansestadt Hamburg und Portugal anknüpfen. Der Verein trägt mit internationalem kulturellen Austausch und der Herausgabe von Publikationen zur Völkerverständigung bei.
1996 trat nahezu der gesamte Landesverband der Deutsch-Portugiesischen Gesellschaft (DPG) geschlossen in die neugegründete Portugiesisch-Hanseatische Gesellschaft über.

## Aktivitäten
Die Gesellschaft veranstaltet Lesungen portugiesischsprachiger Literatur und deren Übersetzungen, Fado-Konzerte, Ausstellungen sowie kulinarische Veranstaltungen. Der Verein unterstützt Veranstaltungen, die menschliche, wissenschaftliche und kulturelle Verbindungen zwischen Hamburg und Portugal fördern, auch im Sinne der europäischen Integration. Dies geschieht hauptsächlich während der vom Hamburger Senat jährlich im Mai organisierten Europawochen. Die Gesellschaft unterstützt darüber hinaus Austauschprojekte, Ausstellungen und Kolloquien und fördert finanziell verschiedene soziale Projekte in Portugal und dem lusofonen Raum. Weiterhin gibt es enge Verbindungen zu Partner-Organisationen in Deutschland und Portugal. Auf Initiative der PHG wurde in Hamburg-Bahrenfeld eine Straße nach Amália Rodrigues benannt und eine Gedenktafel an die Fado-Sängerin angebracht.
Andere Aktivitäten des Vereins konzentrieren sich auf die Organisation von lusophonen Musik- und Kulturveranstaltungen im Hamburger Raum. So wurde im Jahr 2010 der 90. Geburtstag der bekannten portugiesischen Fadosängerin Amália Rodrigues mit einem Fest und einer Kulturveranstaltung begangen. Neben regelmäßigen Fadokonzerten spielt dabei auch die Musik der Kapverden eine große Rolle. So fanden 2023 ein Konzert mit dem Gitarristen und Sänger Bilan und 2018 ein Konzert mit der Gruppe „Nôs Raís“ statt.
Die Gesellschaft möchte mit der Arbeit zur Völkerverständigung beitragen und stellt sich gegen jede Art von Fremdenhass und Ausgrenzung. Hamburg mit seiner starken portugiesischen Präsenz (mehr als 11.000 portugiesische Mitbürger, eine Vielzahl portugiesischer Restaurants, Cafés, Geschäfte, Firmen und Freizeitorganisationen) bietet hier ein reiches Betätigungsfeld.  Der Verein war über mehrere Jahre am portugiesischen Kultur- und Volksfest Arraial português im Museum für Völkerkunde, an dem alle portugiesischen und deutsch-portugiesischen Vereinigungen mitwirkten, beteiligt. Dort nahmen bis 2012 alljährlich einige Tausend Besucher teil.

## Publikationen
Die PHG gibt die Zeitschrift Portugal-Post heraus, die halbjährlich erscheint. Ein großer Teil der Artikel erscheint zweisprachig. Das Themenspektrum umfasst unterschiedliche Bereiche der Kultur in Portugal und im gesamten portugiesischsprachigen Sprachraum. In einem Online-Archiv werden die einzelnen Artikel gesammelt und stehen zur Auswertung bereit. Neue portugiesische Literatur wird monatlich vorgestellt.

## Portugal in Hamburg – Historischer Hintergrund
Portugal war zu Zeiten der Hanse die führende Seefahrer- und Entdeckernation. Hamburg verdankt ihr im 16. und 17. Jahrhundert den Anschluss an die neuen Weltmärkte, vor allem im Fernen Osten. Spuren dieser frühen Verbindung finden sich an der Elbe noch heute: vom Standbild des Entdeckers der Indienroute, Vasco da Gama, an der Hamburger Kornhausbrücke (das Denkmal seines Landsmannes und Weltumseglers Magalhães/Magellan an der Südseite derselben Brücke fiel den Bomben des Zweiten Weltkrieges zum Opfer), über den „Portugaleser“, einer Münze „nach Portugalis Schrot und Korn“, die heute noch als Medaille verliehen wird, bis zu dem portugiesisch-jüdischen Friedhof an der Königstraße im Stadtteil Altona mit seinen 2.000 Prachtgräbern der seit Ende des 16. Jahrhunderts in Hamburg ansässigen portugiesischen Kaufleute, Ärzte und Gelehrten.
Dass diese maritimen Verbindungen nie abrissen, zeigt das an den Landungsbrücken liegende Segelschiff Rickmer Rickmers, das als Sagres über 40 Jahre als Segelschulschiff der portugiesischen Marine diente und heute ein deutsch-portugiesischer Treffpunkt ist. Laut Eigendarstellung möchte der Verein „Mit dem Rückgriff auf die portugiesisch-hanseatische Vergangenheit ... über Hamburg hinaus wirken.“